# Act of War: Direct Action
Act of War: Direct Action – gra RTS stworzona przez francuskie studio Eugen Systems. W grze gracz ma możliwość dowodzenia trzema armiami: Armią USA, siłami uderzeniowymi SZPON, oraz Konsorcjum.

## Fabuła
Rozgrywka dzieje się w roku 2020. Na świecie panuje kryzys paliwowy spowodowany wyczerpującymi się złożami oraz zamachami organizacji terrorystycznych na rafinerie. Ludzie żądają zmian czego efektem jest szczyt w Londynie; jest on przejawem globalizacji i jeszcze bardziej podburza ludność. USA wysyłają na miejsce swoje siły szybkiego reagowania SZPON by zabezpieczały szczyt. Okazuje się, że siły terrorystów również tam są. Terroryści porywają Rosyjskiego i Amerykańskiego polityka, oraz zabijają setki cywilów. Po uwolnieniu polityków okazuje się, że terroryści przejęli kontrole nad miastem San Francisco lecz okazuje się, że ich wszystkie działania miały na celu odwrócenie uwagi USA od Egiptu, gdzie jest otwierana nowa rafineria i wtedy kryzys się skończy.
Po wyparciu terrorystów z rafinerii okazuje się, że polityk porwany w Londynie dokonał przewrotu w Moskwie, który co prawda nie odsunął prezydenta od władzy, ale siły te przejęły kontrole nad Moskwą i kilkoma strategicznymi obiektami. Gdy rewolta upada a jej dowódca jest schwytany, zaatakowany zostaje Kapitol i przejęte zostaje całe miasto wobec czego armia USA uwalnia polityka rosyjskiego. Miasto staje się miejscem bitwy pomiędzy siłami Konsorcjum, Terrorystów, przekupionych dywizji USA a SZPON-em i siłami lojalistów. Miasto zostaje odbite przy pomocy głowic jądrowych.

## Act of War: High Treason
24 marca 2006 roku ukazał się dodatek – Act of War: High Treason, wyprodukowany przez francuskie studio Eugen Systems.